# Elaeis oleifera
La palma americana de aceite, palma aceitera o nolí son los nombres como se conoce Elaeis oleifera, palma del género Elaeis. También se la conoce como: corozal, corozo, palma de sebo, coquito, palmique, yolí, corozo del Sinú, ñoli o corocito. Pertenece a la familia Arecaceae.
Se desarrolla bien en zonas de densa vegetación y alta pluviosidad.

## Botánica
Sus características son propias a las de su género: Elaeis.  Su tronco (estípite) es alto y único.  Las inflorescencias se producen en las axilas de las hojas, estas son grandes y de tipo pinnado, con foliolos que parten desde el raquis sobre dos planos regulares. Los foliolos son lanceolados. 
Es una planta perenne, alcanzando más de 100 años, pero bajo cultivo solo se le permite llegar hasta los 25 años, que es que alcanza los 12 m de altura. En estado natural alcanza a superar los 40 m
Su fruto, llamado nuez de palma, es una drupa.

## Distribución
Esta palma es espontánea desde México hasta Brasil. 

## Taxonomía
Elaeis oleifera  fue descrita por (Kunth) Cortés y publicado en Flora de Colombia : comprende la geografía botanica de Colombia, las leguminosas, la flora terapiutica, ..... 1: 203. 1897.
Etimología
Elaeis: nombre genérico que deriva del griego antiguo Eleia = olivo, por producir aceite.
oleifera: epíteto aplicado por poseer aceite.
Sinonimia
- Alfonsia oleifera Kunth
- Corozo oleifera (Kunth) L.H.Bailey
- Elaeis melanococca Mart.[3]